# 真根子命
真根子命（まねこのみこと）は、『日本書紀』等に伝わる古墳時代の豪族・壱岐直の祖。『日本書紀』では壱伎直祖真根子（いきのあたいがおや まねこ）と表記される。

## 記録
『日本書紀』応神天皇9年4月条によれば、天皇の命で武内宿禰が筑紫へ派遣された際、弟の甘美内宿禰が兄を廃そうとして天皇に讒言し、天皇は武内宿禰を殺すため使いを出した。しかし、武内宿禰と容姿がよく似ていた壱伎直祖の真根子が武内宿禰の身代わりとなって自刃した。その後、武内宿禰は朝廷に至って天皇に弁明し、甘美内宿禰との探湯の対決を経て疑いを晴らしたという。
一方「松尾社家系図（歌荒洲田卜部伊伎氏本系帳）」では、真根子命は神功皇后の三韓征伐で父（雷大臣命）に従って三韓に至ったとする。そして征伐後は壱岐島に留まり、その子孫は本姓をもって中臣氏または卜部氏、または地名をもって壱岐氏を称したとしている。

## 系譜
「松尾社家系図（歌荒洲田卜部伊伎氏本系帳）」では父を雷大臣命、母を武内宿禰の妹とする。

## 神社
- 佐賀県武雄市若木町の伏尸神社（埋葬）[4][5]

- 福岡県福岡市西区下山門の壱岐神社[6]

- 福岡県福岡市西区姪浜の真根子神社[7]

- 福岡県宗像市鐘崎の織幡神社[8]

にて祀られている。